# پل فور
پل فور (به فرانسوی: Paul Fort) شاعر و نمایش‌نامه نویس قرن نوزدهم میلادی اهل فرانسه است.